# Iza Zielińska
Iza Zielińska, de domo Gąsowska (ur. 15 lutego?/27 lutego 1863 w Grodnie, zm. 15 grudnia 1934 w Warszawie) – uczestniczka ruchu anarchistycznego i socjalistycznego, publicystka, działaczka oświatowa i społeczna.

## Życiorys
Urodziła się w 27 lutego 1863 w Grodnie. W 1888 z powodu represji politycznych, które spadły na jej męża – Józefa Zielińskiego – po jego udziale w „schodce apuchtinowskiej”, zmuszona do emigracji, zamieszkała wraz z nim i trzyletnim synem w Paryżu. Studiowała na Sorbonie i w Collège de France, równocześnie pomagała mężowi w pracy zarobkowej. Oboje zbliżyli się wtedy do anarchizmu, z czasem organizując ruch anarchistyczny pośród polskich emigrantów zarobkowych we Francji. Mimo wyznawanych zasad anarchistycznych została w marcu 1900 członkiem Sekcji Paryskiej Oddziału Zagranicznego Polskiej Partii Socjalistycznej, z której w grudniu tegoż roku wraz z mężem wystąpiła po jego konflikcie z kierownictwem partii na tle stosunku do SDKPiL. Działała w studenckiej organizacji „Spójnia”; w latach 1903–1905 była współorganizatorką i działaczką Polskiego Uniwersytetu Ludowego, następnie w 1905 Czytelni Robotniczej. Przed 1905 wstąpiła do wolnomularstwa do loży „La Philosophie Sociale” (Wielka Loża Symboliczna Szkocka), tam też uzyskała stopień mistrza. W 1906 była współzałożycielką i sekretarzem Polskiej Ligi Wolnej Myśli i jej Sekcji Paryskiej. W 1907 wraz z Józefem Szweberem reprezentowała Polskę na Międzynarodowym Kongresie Anarchistycznym w Amsterdamie. Współpracowała z warszawskimi tygodnikami „Prawda” i „Społeczeństwo”. W latach 1910–1912 była członkinią Komitetu Wykonawczego Polskiego Biura Pracy, od 1912 działaczką Polskiego Klubu Socjalistycznego.
W 1920 powróciła z mężem do Warszawy, tu ponownie wstąpiła do PPS i została wiceprzewodniczącą jej Centralnego Wydziału Kobiecego. Obok Hermana Liebermana i Mieczysława Niedziałkowskiego reprezentowała PPS w sierpniu 1933 na paryskim kongresie Socjalistycznej Międzynarodówki Robotniczej. W latach 1931–1934 była członkinią Centralnego Sądu Partyjnego, współzałożycielką Towarzystwa Klubów Kobiet Pracujących, wieloletnią członkinią Zarządu Głównego Robotniczego Towarzystwa Przyjaciół Dzieci i Zarządu Głównego Towarzystwa Uniwersytetu Robotniczego, w latach 1931–1934 Zarządu Głównego Polskiego Związku Wolnej Myśli, działaczką Ligi Obrony Praw Człowieka i Obywatela, Patronatu nad Więźniami, Rodziny Lekarskiej.
Zmarła 15 grudnia 1934. Pochowana została na cmentarzu Powązkowskim (kwatera 238-6-11).

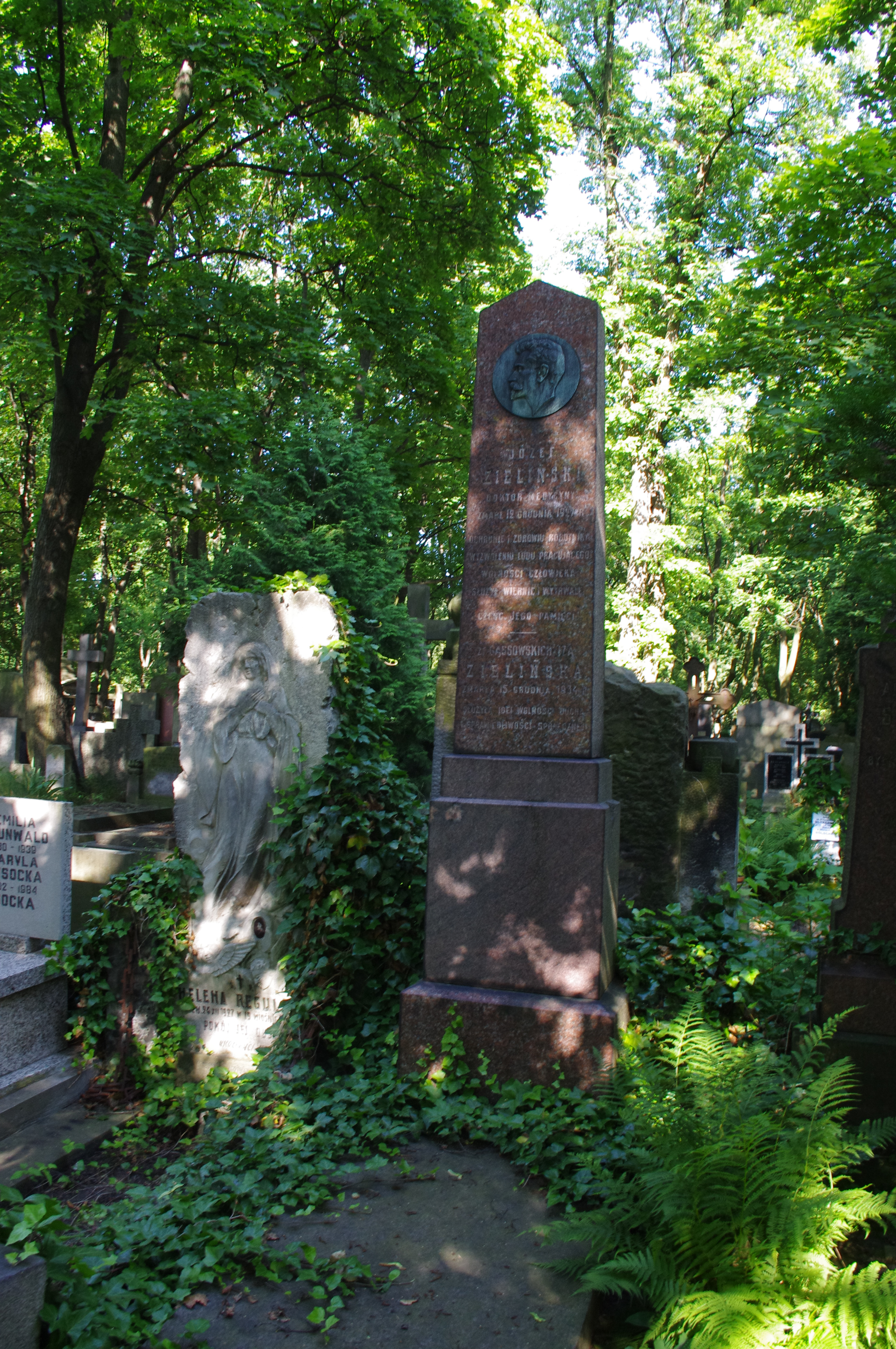
Grób Józefa i Izy Zielińskich na Starych Powązkach w Warszawie

Była autorką popularnego podręcznika do nauki języka francuskiego, skierowanego do polskich emigrantów we Francji.